# Euro Hockey Tour 2017/18
Die Euro Hockey Tour 2017/18 war eine Serie von internationalen Eishockeyturnieren zwischen den Nationalmannschaften Finnlands, Schwedens, Russlands und Tschechiens. Aufgrund der Vorbereitung auf die Olympischen Winterspiele 2018 wurde der Teilnehmerkreis für zwei der vier Turniere um die Nationalmannschaften Kanadas, Südkoreas und der Schweiz erweitert. Zur Austragung in der Saison 2017/18 gehörten der Karjala Cup im November 2017, der Channel One Cup im Dezember 2017 sowie die Czech Hockey Games und Sweden Hockey Games jeweils im April 2018.

## Turniere

### Karjala Cup
Der Karjala Cup 2017 wurde vom 8. bis 12. November 2017 in Helsinki (Hauptspielort) sowie in Örebro und Biel (jeweils ein Spiel) ausgetragen. Sieger des Turniers wurde die finnische Nationalmannschaft.

### Channel One Cup
Der Channel One Cup 2017 wurde vom 13. bis 17. Dezember 2017 in Moskau (Hauptspielort) und Prag (ein Spiel) ausgetragen. Sieger des Turniers wurde die russische Nationalmannschaft.

### Czech Hockey Games
Die Czech Hockey Games 2018 (auch Carlson Hockey Games) wurden vom 19. bis 22. April 2018 in Pardubice (Hauptspielort) und Jaroslawl ausgetragen. Sieger des Turniers wurde die tschechische Nationalmannschaft.

### Sweden Hockey Games
Die Sweden Hockey Games 2018 wurden vom 26. bis 29. April 2018 in Stockholm, Södertälje und Helsinki ausgetragen. Sieger des Turniers wurde die finnische Nationalmannschaft.

## Gesamtwertung
| Platz | Mannschaft | Spiele | S | OTS | OTN | N | Tore  | Punkte |
| ----- | ---------- | ------ | - | --- | --- | - | ----- | ------ |
| 1.    | Finnland   | 12     | 8 | 1   | 1   | 2 | 37:25 | 27     |
| 2.    | Tschechien | 12     | 6 | 1   | 0   | 5 | 32:31 | 20     |
| 3.    | Russland   | 12     | 6 | 0   | 1   | 5 | 31:22 | 19     |
| 4.    | Schweden   | 12     | 6 | 0   | 0   | 6 | 28:30 | 18     |
| 5.    | Kanada     | 6      | 2 | 0   | 0   | 4 | 11:16 | 6      |
| 6.    | Schweiz    | 3      | 0 | 0   | 0   | 3 | 6:12  | 0      |
| 7.    | Südkorea   | 3      | 0 | 0   | 0   | 3 | 4:13  | 0      |

## Statistik

### Beste Scorer
Quelle: eurohockey.com
| Spieler            | Mannschaft | Sp | T | V | Pkt | SM | +/− |
| ------------------ | ---------- | -- | - | - | --- | -- | --- |
| Nikita Gussew      | Russland   | 8  | 2 | 7 | 9   | 0  | +1  |
| Michail Grigorenko | Russland   | 8  | 4 | 3 | 7   | 2  | +9  |
| Andrej Nestrašil   | Tschechien | 10 | 3 | 4 | 7   | 0  | −2  |
| Sakari Manninen    | Finnland   | 11 | 3 | 3 | 6   | 0  | 0   |
| Michal Řepík       | Tschechien | 8  | 3 | 2 | 5   | 4  | +2  |
| Antti Suomela      | Finnland   | 5  | 3 | 2 | 5   | 0  | +2  |
| Joakim Lindström   | Schweden   | 6  | 2 | 3 | 5   | 2  | 0   |
| Martin Erat        | Tschechien | 3  | 2 | 3 | 5   | 4  | +3  |

(Legende zur Spielerstatistik: Sp oder GP = absolvierte Spiele; T oder G = erzielte Tore; V oder A = erzielte Assists; Pkt oder Pts = erzielte Scorerpunkte; SM oder PIM = erhaltene Strafminuten; +/− = Plus/Minus-Bilanz; PP = erzielte Überzahltore; SH = erzielte Unterzahltore; GW = erzielte Siegtore; 1 Play-downs/Relegation; Kursiv: Statistik nicht vollständig)

### Beste Torhüter
Quelle: eurohockey.com
| Spieler               | Mannschaft | Sp | Min | GTS  | Sv%  | SO |
| --------------------- | ---------- | -- | --- | ---- | ---- | -- |
| Ilja Sorokin          | Russland   | 3  | 180 | 1,33 | 95,1 | 1  |
| Wassili Koschetschkin | Russland   | 5  | 238 | 1,51 | 94,6 | 1  |
| Anders Nilsson        | Schweden   | 2  | 118 | 1,53 | 92,9 | 0  |
| Magnus Hellberg       | Schweden   | 7  | 358 | 1,68 | 94,0 | 1  |
| Ville Husso           | Finnland   | 4  | 245 | 1,96 | 90,9 | 0  |
| Mikko Koskinen        | Finnland   | 4  | 239 | 2,01 | 92,2 | 0  |
| David Rittich         | Tschechien | 2  | 117 | 2,05 | 94,1 | 0  |
| Igor Schestjorkin     | Russland   | 5  | 301 | 2,39 | 89,6 | 0  |

(Legende zur Torhüterstatistik: GP oder Sp = Spiele insgesamt; W oder S = Siege; L oder N = Niederlagen; T oder U oder OT = Unentschieden oder Overtime- bzw. Shootout-Niederlage; Min. = Minuten; SOG oder SaT = Schüsse aufs Tor; GA oder GT = Gegentore; SO = Shutouts; GAA oder GTS = Gegentorschnitt; Sv% oder SVS% = Fangquote; EN = Empty Net Goal; 1 Play-downs/Relegation; Kursiv: Statistik nicht vollständig)